# Assisi Szent Ferenc-templom (Ferencváros)
Az Assisi Szent Ferenc-templom („belső-ferencvárosi plébániatemplom, Bakáts téri templom”) Budapest IX. kerületében, a Bakáts téren álló római katolikus templom. A kerület legnagyobb temploma. Stílusa eklektikus, háromhajós, kereszthajó elrendezésű műemlék templom, a homlokzata előtt toronnyal.

## Története
A belső-ferencvárosi plébánia története a tatárjárás utáni évektől ismert. Pesterzsébetfalva, később Szentfalva egyháza a török uralom alatt elpusztult. A Boráros téren állt egy Pusztatemplom nevű templom romja a 18. századig. 1822-ben bízták meg a pesti ferenceseket új plébánia megszervezésével, tőlük 1900-ban vette át a főegyházmegyei papság. 1923-ban három új plébánia alakult.

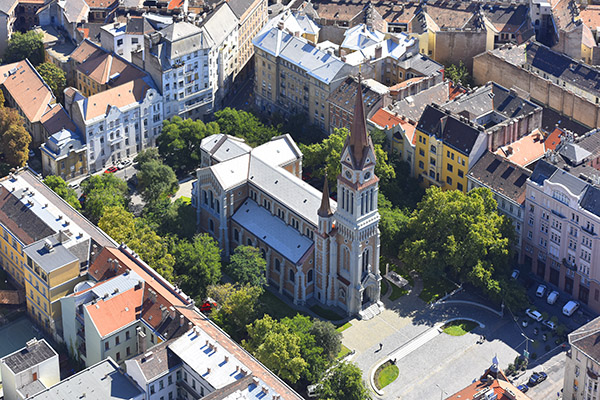
Assisi Szent Ferenc-templom – légi fotó (Bakáts tér)

A mai templomot Ybl Miklós építette 1867 és 1879 között, a francia román stílushoz igazodva. Előtte egy 1822-ben épült, de az 1838-as pesti árvízben megrongálódott templom állt a helyén. 1879. április 24-én szentelték fel. A második világháború után Gerő László építész állította helyre.
Felújítására egy 2017. novemberi kormányhatározat egymilliárd forintot biztosított. A felújítás első üteme – melynek során megújult a homlokzat és a templomkert, az altemplomban pedig urnatemetőt alakítottak ki – 2019-ben fejeződött be.
2019 őszén indult a rekonstrukció második fázisa, amely a belső tér felújítására összpontosít.

## Épület
A templom háromszögű oromzatának mezőjében Feszler Leó Krisztus-domborműve látható, fölötte Szász Gyula Szent Ferenc-szobra. A harangtorony nyolcszögű sisakban végződik, mellette jobbra és balra kis tornyok vannak. Az oldalhomlokzatok ötmezősek, támpillérrel, középen oszlopos bejárati ajtóval. A kereszthajónak nagy hármas ablaka van; a szentély félköríves záródású.
Az egész templom alatt neoromán, oszlopos, kereszthajós altemplom van, amely az építkezés befejezéséig templomul szolgált. Az északi külső falon lévő Szent Ferenc-szobrot Strobl Alajos készítette, belül a szentélyben freskók láthatók Than Mórtól és Lotz Károlytól, valamint egy Ferenczy Béni által készített Szent Antal-szobor.
A templom tornyában három harang „lakik”.

## Galéria

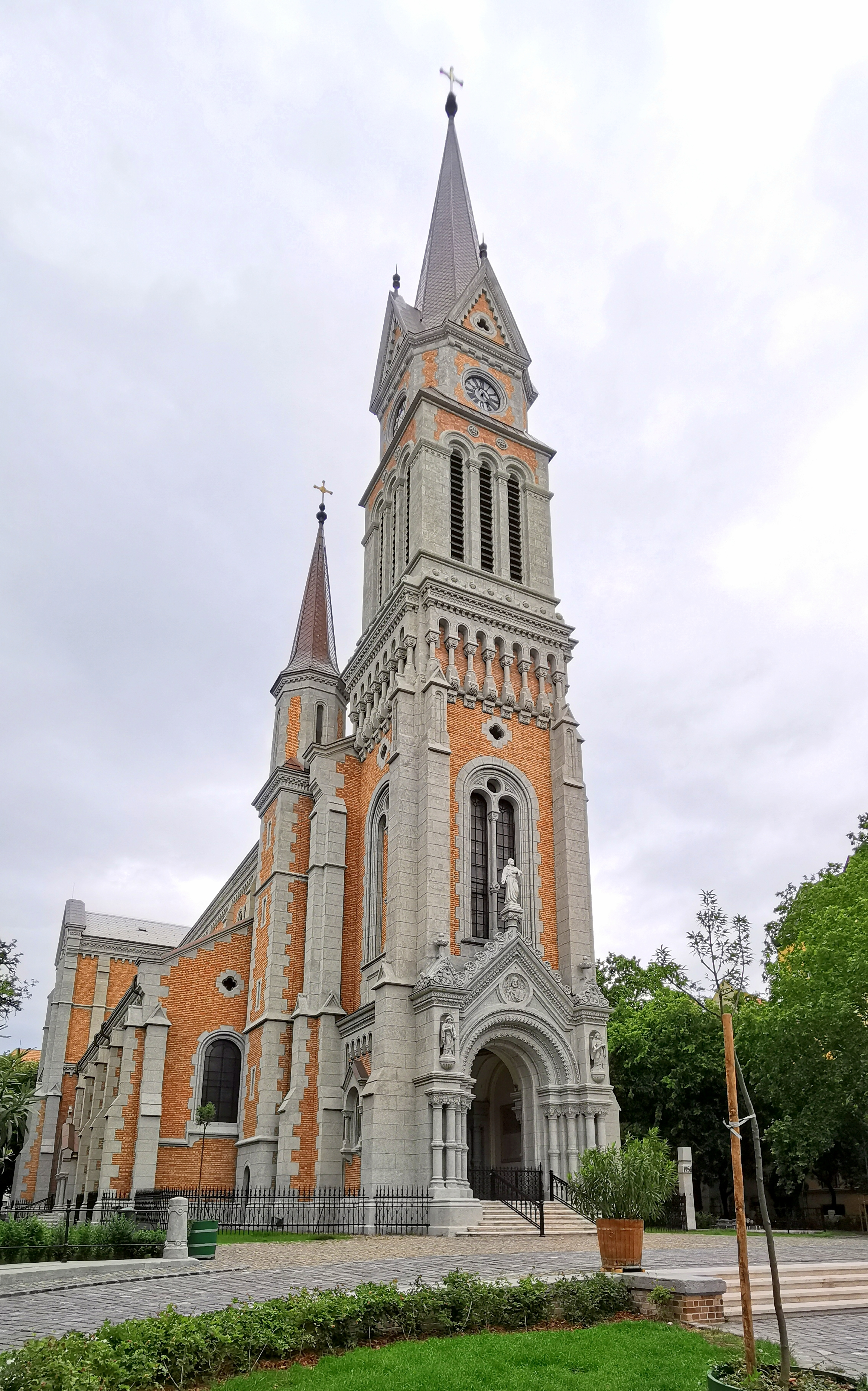
A templom homlokzata a felújítás után
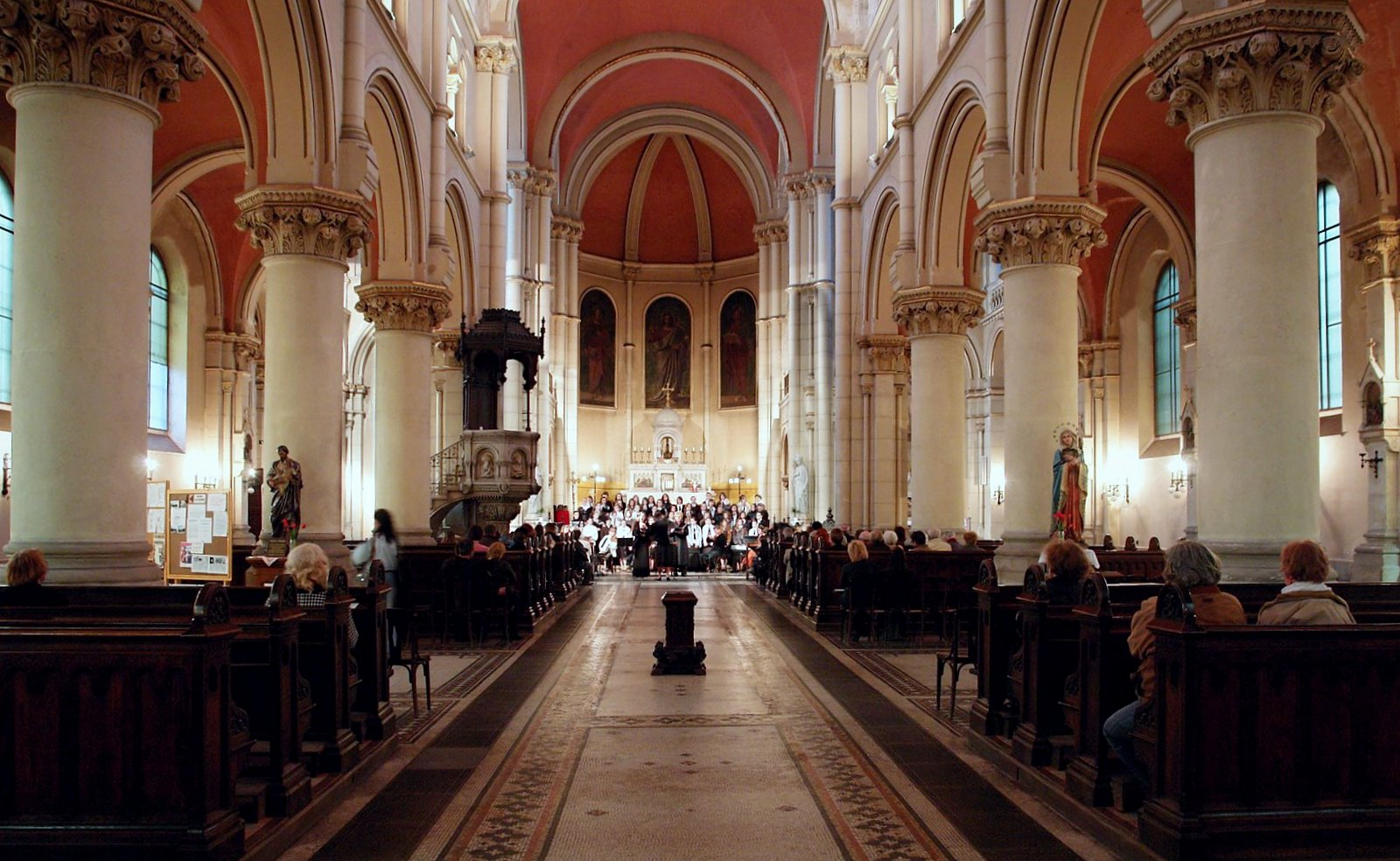
Nagyböjti hangverseny
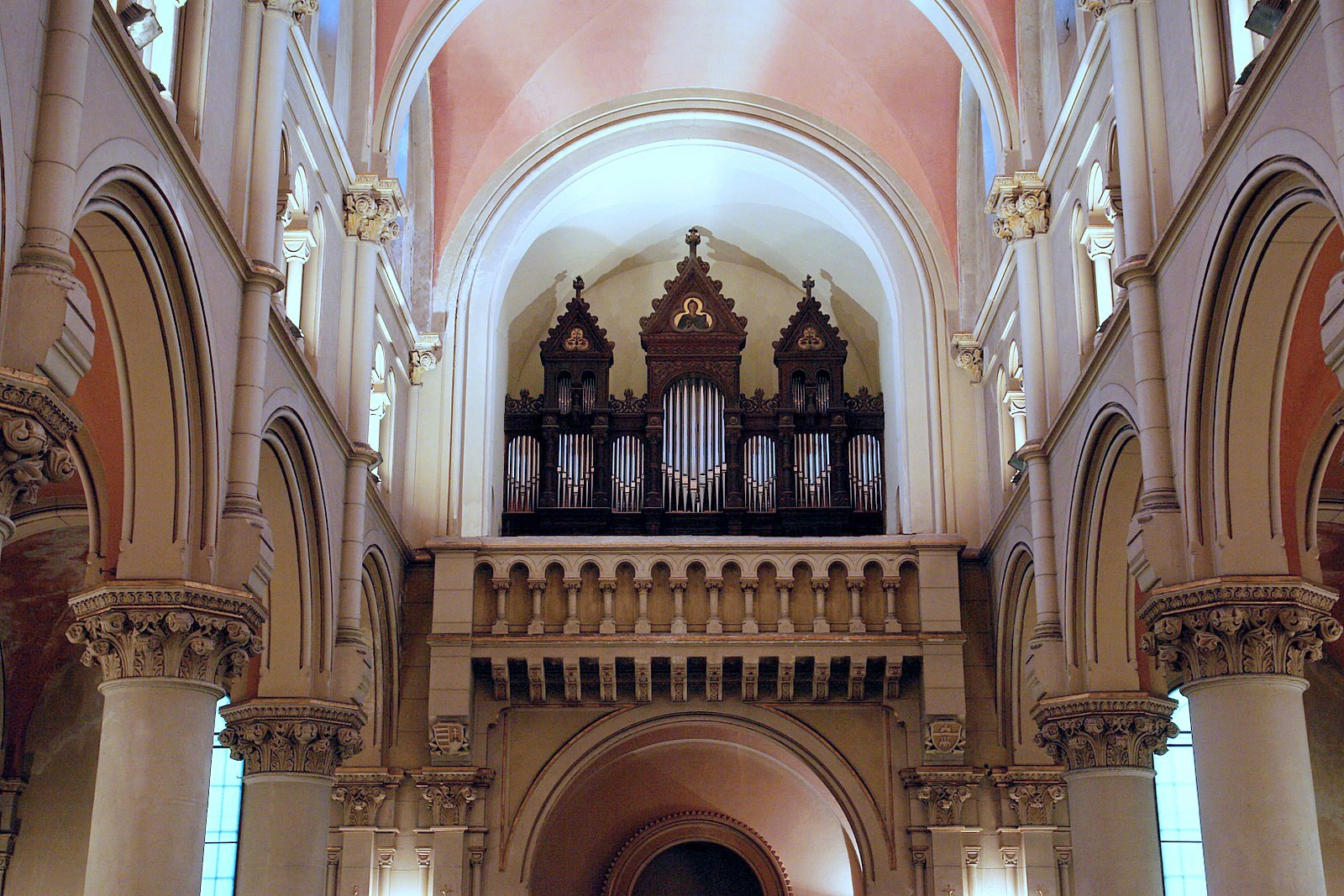
Az orgona
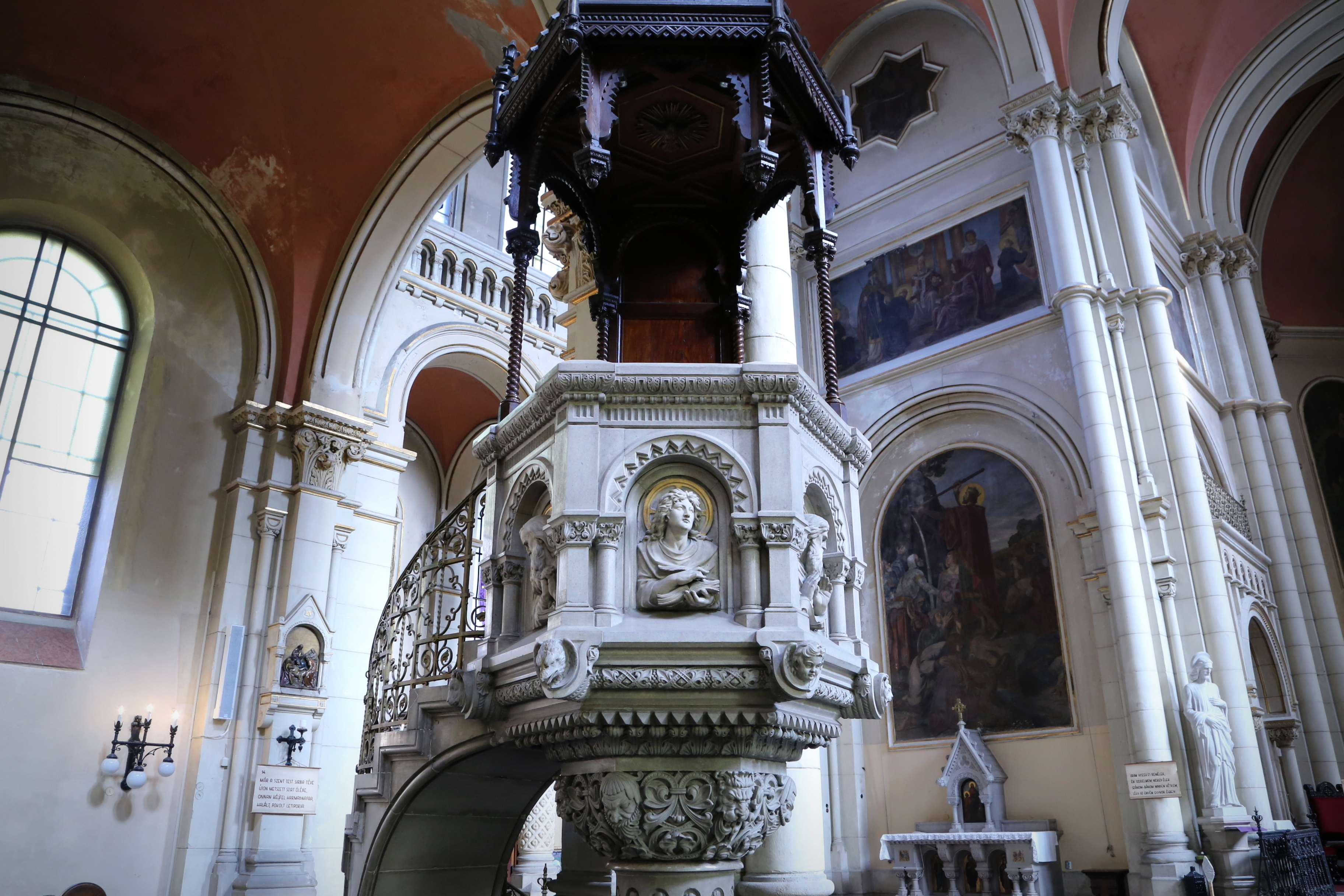
A szószék
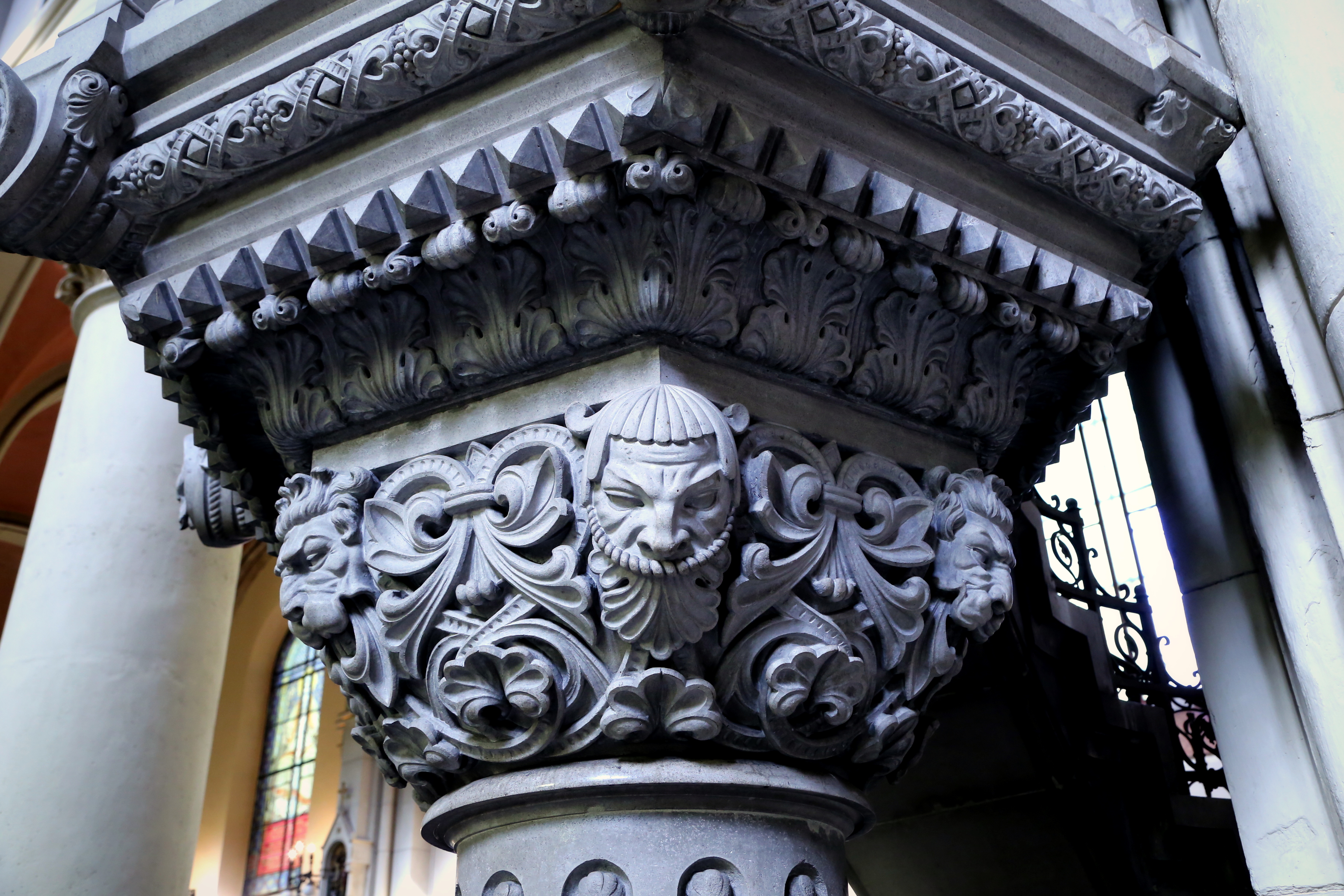
Szószékrészlet
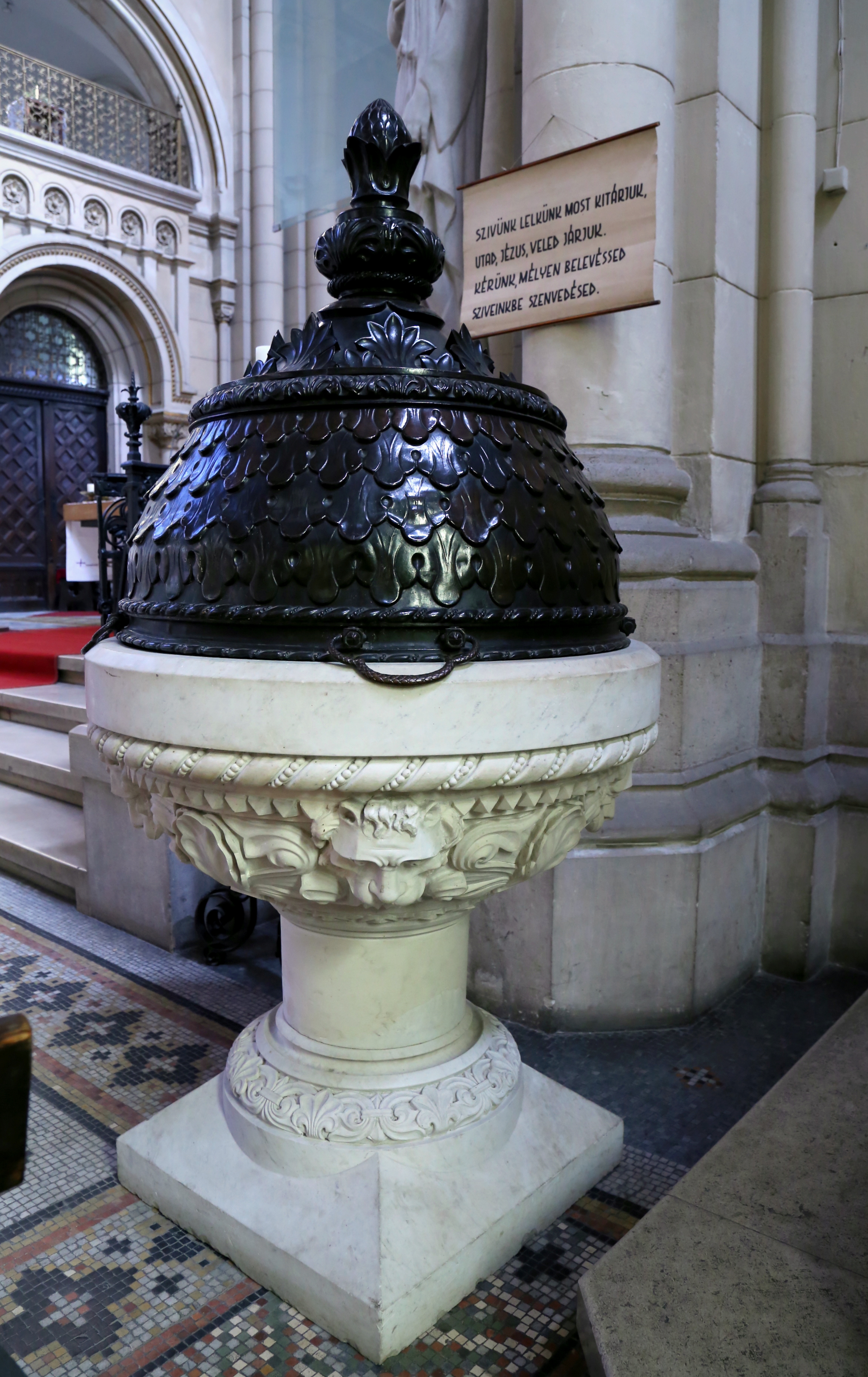
Keresztelőmedence
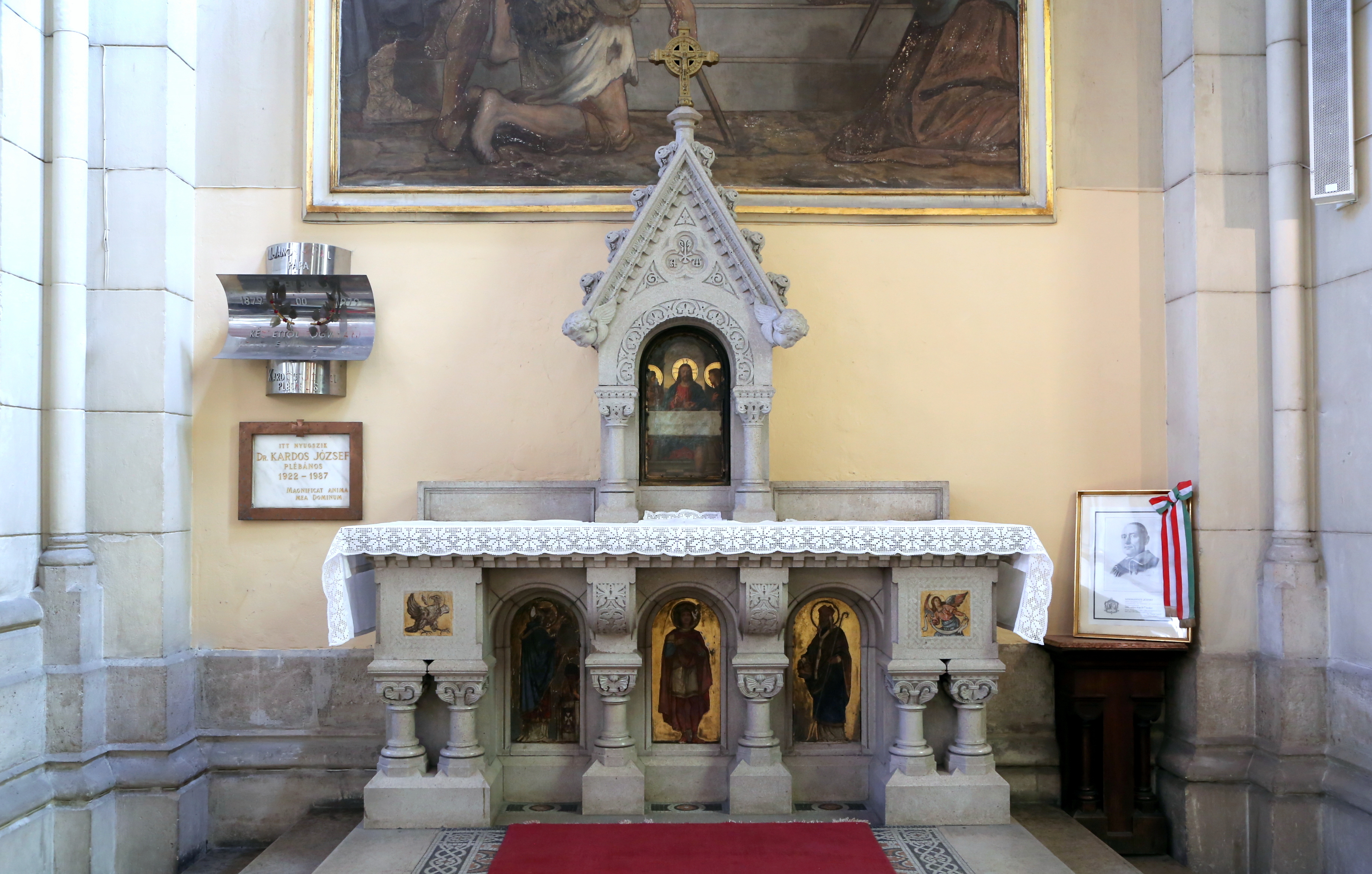
Mellékoltár
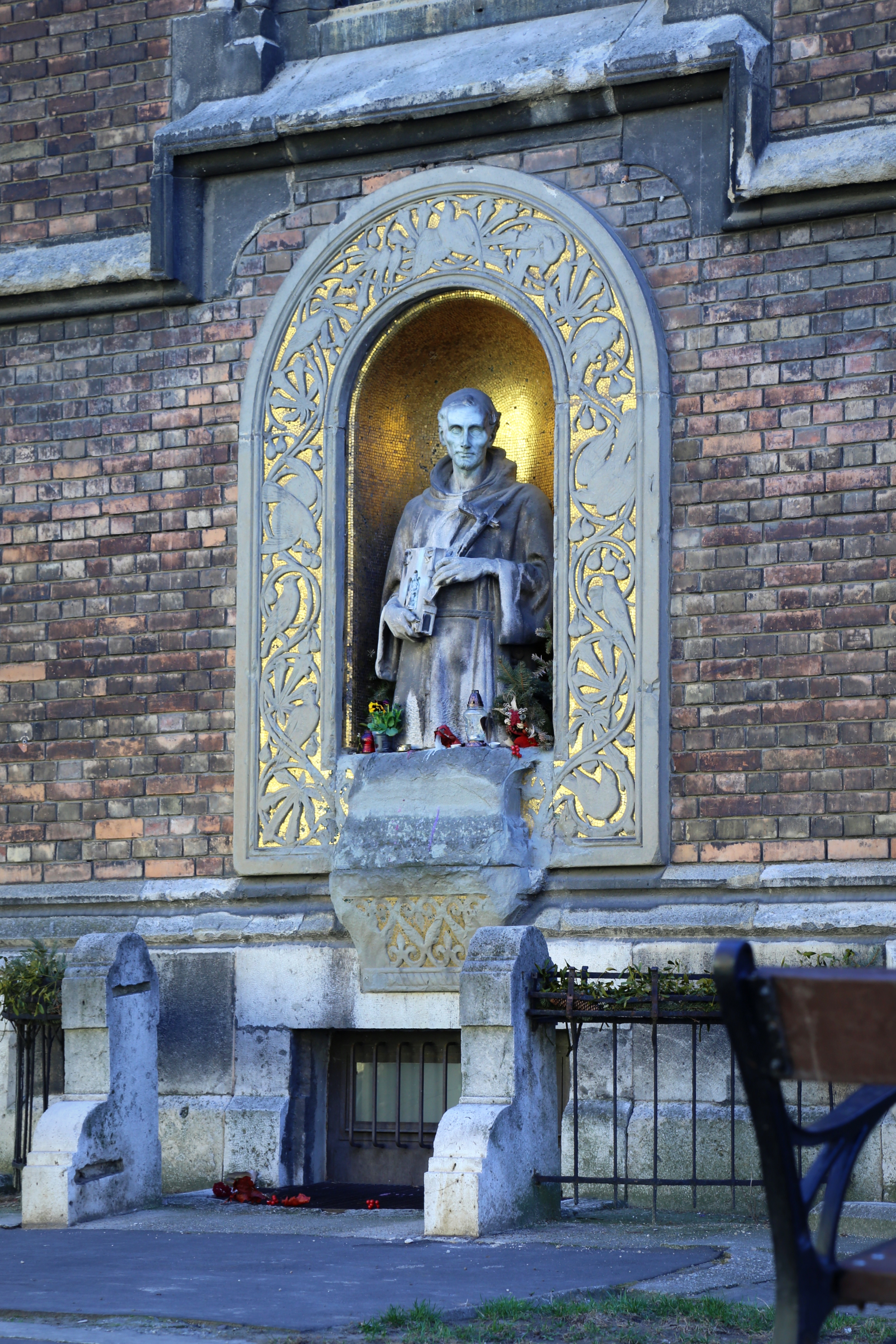
Szent Ferenc szobra a templom külső falában